# Бинев, Славчо
Сла́вчо Пе́нчев Би́нев (болг. Славчо Пенчев Бинев), также известен как Слави Бинев (род. 10 декабря 1965 года, София, НРБ) — болгарский политик, предприниматель и спортсмен. Депутат 43-го Народного собрания Болгарии (с октября 2014 года по январь 2017 год), в 2007—2014 гг. — депутат Европейского парламента от Болгарии от партии «Атака». Фигурант скандала в Болгарской православной церкви в связи с провозглашением Бинева «архонтом».

## Биография[1]
Родился в 1965 году в Софии. Происходит из семьи интеллигенции: отец, Пенчо Бинев, — учёный в области фармацевтической химии, автор ряда монографий; мать, Петранка Бинева, — журналист; дядя, Георги Караджов, — известный в Болгарии детский писатель и автор любовной лирики.
В 1973—1979 гг. учился в Спортивном училище № 47 «Емил Марков» при спортивном клубе «Левски-Спартак», в 1979—1984 гг. — в 9-й французской гимназии Софии. С 1986 по 1990 гг. обучался в Национальной спортивной академии Болгарии имени Васила Левского, окончил учительский факультет с магистерской степенью по теннису и боксу. В 1992 году прошёл в Великобритании курс управления в области спорта.
Помимо родного болгарского, владеет французским, английским, русским и итальянским языками.
Женат. Супруга — Мария. В семье пятеро детей: Мартина, Мирослава, Калоян, Елена и Виктория.

### Спортивная карьера
Занимался тхэквондо, в котором достиг немалых успехов. В 1987—1992 гг. Бинев становился неоднократным чемпионом Болгарии и призёром международных чемпионатов по этому единоборству, в частности, в 1990 г. стал абсолютным чемпионом Балкан по тхэквондо, в 1992 году выиграл Европейский чемпионат по тхэквондо[уточнить] в городе Целе (Словения). В 1985 году являлся тренером болгарской национальной сборной по тхэквондо, с 1988 года — международный инструктор по тхэквондо, в 1991—1994 гг. был старшим тренером по единоборствам софийского ЦСКА.
В 1996—2008 гг. Бинев занимает должность вице-президента Болгарской федерации тхэквондо. В 2002—2006 гг. — член финансового комитета ETU (European Taekwondo Union). С 2003 года является председателем социальной комиссии Олимпийского комитета Болгарии (БОК) и членом исследовательского комитета Всемирной федерации тхэквондо (ВТФ). В 2006—2012 гг. входил в состав Исполкома БОК. В январе 2004 года Биневу присвоен 5-й дан по тхэквондо (по версии ВТФ) и класс международного судьи.

### Предпринимательская деятельность. Подозрения в связях с криминалом
С начала 1990-х годов Бинев занялся бизнесом. В период с 1994 по 2007 гг. он возглавлял совет директоров и являлся крупнейшим акционером акционерного общества «R-System», занимавшего в 2001 году 34-е место по годовому обороту в Болгарии.
Критики Бинева утверждают, что в 1990-х годах он был близок к криминальному миру Болгарии как владелец более 40 ночных заведений по стране (в том числе известного в Софии чалга-клуба «БИАД») и покровитель музыкального направления «чалги», «переросшей из пошлых песен и незамысловатых ритмов в стиль жизни».
В отдельных источниках Бинев прямо причисляется к «мутра» (приблизительный болгарский аналог понятию «братва»), а его компании (со ссылкой на данные «WikiLeaks») приписывается активность в сфере организации проституции, оборота наркотиков и торговли краденными автомобилями. Кроме того, имевшее место в 1993 году похищение и избиение Бинева (который возглавлял в тот период спортивный центр «Дескрим» и был учредителем ассоциации «Защита» — охранной структуры, созданной с участием властей для конкуренции с криминальными охранными фирмами) членами так называемой «бригады борцов» (преступная группировка, состоявшая из спортсменов и занимавшаяся вымогательством, контролировавшая частные охранные структуры и т. п.) иногда связывается с началом «гангстерской войны» в Болгарии в 1993—1994 гг.
С точки зрения сторонников Бинева, он, напротив, является одним из первых борцов с организованной преступностью в Болгарии, который, хотя и сам имел проблемы с правоохранительными органами, но призывал власти обратить внимание на спорт, ставший кузницей кадров для криминалитета, и всячески противостоял гангстерам в 1990-х. При этом подозрения в адрес Бинева по поводу организации проституции, торговли наркотиками и т. д. ничем не подтверждены, он никогда официально не обвинялся и не арестовывался за подобные преступления.

### Политическая деятельность
В течение 2007—2014 гг. Бинев являлся депутатом Европарламета от Болгарии, избираясь в этот орган дважды: в 2007 и 2009 годах, всякий раз от партии «Атака». Будучи европарламентарием, Бинев поддержал идею о создании в Европарламенте православной интергруппы. Он также выступил против политизации подготовки к Олимпиаде в Сочи. Бинев высказывал критику в адрес существующей, по его мнению, правительственной цензуры болгарских СМИ. В 2011—2012 гг. Бинев принимал активное участие в продвижении программы «Шахматы в школе» — совместного проекта Европейского шахматного союза и Европейского фонда Каспарова; данный проект был одобрен депутатами Европарламента 13 марта 2012 года.
Бинев проявил себя как противник идеи выхода Болгарии из Евросоюза: «…я, будучи гражданином Болгарии, считаю, что мы обязаны оставаться в Евросоюзе. На мой взгляд, в противном случае понятие „демократия“ в Болгарии окажется под угрозой. Поскольку политические и экономические противники действующей власти будут устранены».
Вместе с тем, критики Бинева упрекали его в том, что он, позиционируя себя внутри страны в качестве консерватора и хранителя традиционных ценностей, в Европарламенте голосовал за принятие документов, расширяющих права сексуальных меньшинств.
В конце 2011 г. у Бинева возникает конфликт с лидером партии «Атака» Воленом Сидеровым, и Славчо покидает эту партию, создав собственный политический проект — «Консервативную партию движения к успеху», ставшую членом движения «Гражданское объединение за реальную демократию» (ГОРД), которое также возглавил Бинев. В начале 2014 г. Бинев объявляет о присоединении ГОРД к националистической партии «Национальный фронт спасения Болгарии» (НФСБ), которая позже вливается в предвыборную коалицию «Патриотический фронт», находящуюся в оппозиции к премьер-министру Болгарии Бойко Борисову и возглавляемой им партии «Граждане за европейское развитие Болгарии» (ГЕРБ).
На выборах в 43-е Народное собрание Болгарии в октябре 2014 года «Патриотический фронт» получает 7,28 % голосов избирателей и 19 мест в парламенте, вследствие чего Бинев становится депутатом Народного собрания.
В парламенте Бинев первоначально был избран на пост председателя парламентской комиссии по вопросам культуры и средств массовой информации. Данное назначение вызвало неоднозначную реакцию среди болгарской интеллигенции. Противники Бинева полагали, что он не обладает должной компетенцией, знаниями и умениями в области болгарской культуры, кроме того, по их мнению, «нельзя, чтобы бывший владелец поп-фолк клуба заботился о культуре в Болгарии». Начались акции протеста, ряд видных деятелей болгарской культуры (в частности, главный режиссёр Софийского народного театра имени Ивана Вазова Александр Морфов) заявили о своей отставке. Бинев первоначально заявлял, что пост не покинет, считая давление на него «чисто политическим», инспирированным его оппонентами из партии ГЕРБ. Однако 8 декабря 2014 года Бинев всё же подал в отставку с поста председателя комиссии, продолжая расценивать развернувшуюся протестную кампанию как «грязную атаку» против своей личности.

## Провозглашение «архонтом»
В 2007 году в алтаре римской базилики «Санта Мария Маджоре» епископ Галактион провозгласил Бинева «архонтом» Болгарской православной церкви (БПЦ). Это вызвало немалый скандал как в Священном Синоде БПЦ, так и среди должностных лиц Римско-католической церкви, поскольку выяснилось, что владыка Галактион находился в Риме с частным визитом, а потому не мог совершать никаких богослужебных действий там; кроме того, само существование титула «архонт» какими-либо документами БПЦ не предусмотрено. Синод БПЦ после данного случая издал специальное постановление, которым признал распространившуюся в БПЦ практику провозглашения крупных благотворителей церкви «архонтами» незаконной и чуждой болгарской церковной традиции. Однако уже в 2012 году титул архонта в БПЦ был официально утверждён для награждения мирян за особо выдающиеся заслуги перед церковью.
Неоднозначность возведения Бинева в «архонты» усугубил тот факт, что позже он стал также рыцарем Ордена тамплиеров, в который был принят «Великим приором» этого Ордена в Болгарии Руменом Ралчевым (генерал запаса, в прошлом — личный охранник Тодора Живкова).